# Bernd-Rüdeger Sonnen

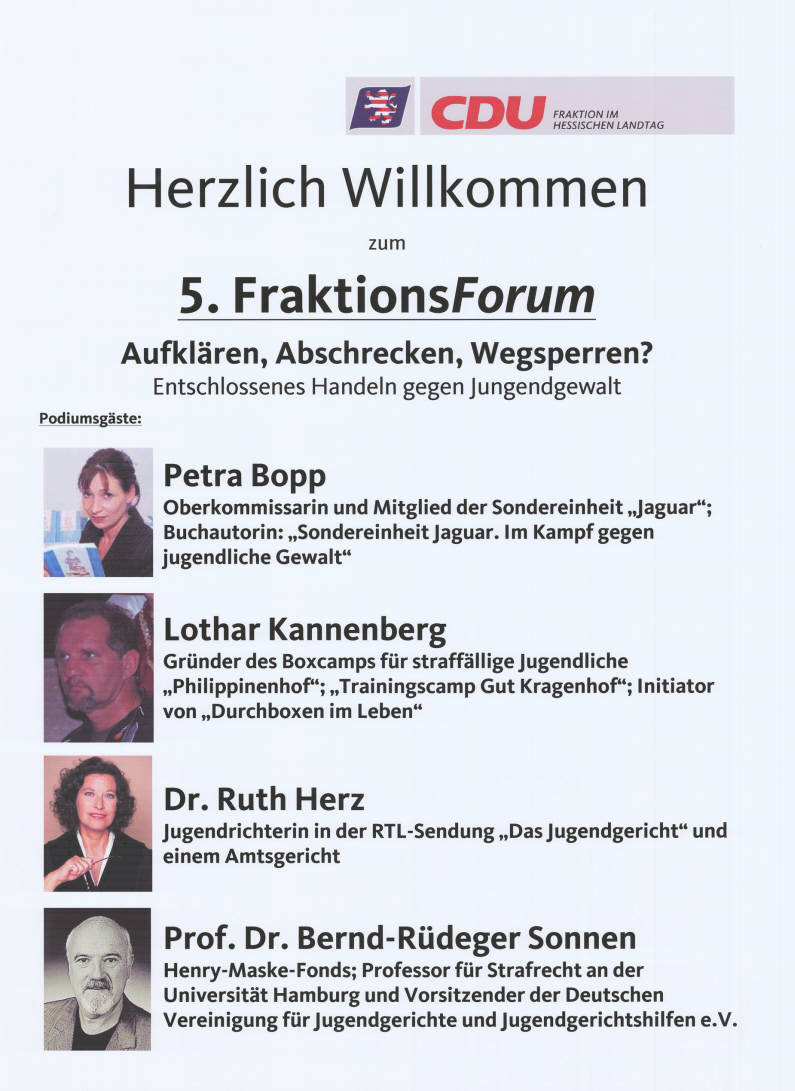
Bernd-Rüdeger Sonnen auf einem Veranstaltungsplakat der CDU-Fraktion des Hessischen Landtags

Bernd-Rüdeger Sonnen (* 1. Dezember 1940 in Berlin) ist ein deutscher Rechtswissenschaftler. Er ist emeritierter Universitätsprofessor (vormals Universität Hamburg) und hatte dort einen Lehrstuhl für Strafrecht inne. Sonnen engagierte sich jahrzehntelang in der DVJJ, auch als deren Bundesvorsitzender.
Sonnen studierte an der Freien Universität Berlin und an der Universität Freiburg Rechtswissenschaften und schloss daran sein Rechtsreferendariat an.
1971 promovierte er an der FU Berlin mit einer strafrechtlichen Dissertation. Daran schloss sich eine Assistenzprofessur an. 1976 wurde er Professor an der Fachhochschule für Sozialarbeit und Sozialpädagogik in Berlin. 1978 erhielt er seinen Ruf auf die Stelle eines Universitätsprofessors für Strafrecht an der Universität Hamburg.
Im Jahr 1998 wurde Sonnen als Nachfolger von Christian Pfeiffer erster Vorsitzender der DVJJ. Auf dem 28. Jugendgerichtstag in Münster (2010) löste ihn Theresia Höynck auf diesem Posten ab.

## Schriften
- (mit Herbert Diemer und Armin Schoreit): Jugendgerichtsgesetz, 5. Auflage Heidelberg 2008: C. F. Müller, ISBN 978-3-8114-3401-1
- (u. a. (Hrsg.))Strafrecht besonderer Teil – Fälle Heidelberg : Müller, 2006
- (u. a. (Hrsg.))Strafrecht besonderer Teil – Heidelberg : Müller, 2005 ISBN 3-8114-3516-7
- Leitfaden für Jugendschöffen Hannover : DVJJ, 1995
- Der offene Jugendstrafvollzug in Flensburg Bonn-Bad Godesberg : DBH, 1994
- Sexualstrafrecht als Grenze moderner Freizeitpädagogik Berlin-West : Amt für Jugendarbeit d. Evang. Kirche Berlin-Brandenburg, 1978
- Kriminalität und Strafgewalt – Stuttgart, Berlin, Köln, Mainz : Kohlhammer, 1978 	ISBN 3-17-002950-9
- Kostenentscheidung und materielles Recht 1971